# Década de 1010 a.C.

## Eventos
- 1018 a.C.: Após três anos de fome em Israel, os gibeonitas sacrificam dois filhos e cinco netos de Saul. A fome havia sido enviada porque Saul havia atacado os gibeonitas.[1]
- 1018 a.C.: Última batalha de Davi contra os filisteus, ele desmaia e quase é morto por um gigante. [1]
- 1017 a.C.: Davi faz um censo de Israel, desagradando a Deus. Ele escolhe como castigo a praga, e setenta mil judeus morrem.[1] O número de homens de Judá e Israel, que podiam usar a espada, foi de um milhão, quinhentos e setenta mil (pelo texto de I Crônicas) ou de um milhão e trezentos mil (pelo texto de II Samuel). Este é o maior número encontrado, no sentido literal, na Bíblia.[2]
- 1015 a.C.: Adonias, filho de Davi, tenta se tornar seu sucessor, mas é impedido por Bate-Seba e o profeta Natã. Ele se refugia no santuário e é perdoado.[1]
- 1015 a.C. (Ussher) ou 1019 a.C. (Dufresnoy): Davi nomeia Salomão seu sucessor, e morre.[1][3]
- 1014 a.C.: Salomão promove expurgos: Adonias e Joabe são executados, Abiatar, da família de Eli, é removido por Salomão como sumo sacerdote de Israel e substituído por Zadoque, descendente de Fineias, e Shimei é confinado em prisão domiciliar.[1]
- 1014 a.C.: O faraó do Egito dá sua filha como esposa a Salomão, Gezer, que o faraó havia tomado dos cananeus, e se localizava no território da tribo de Efraim, é dada como dote.[1]
- 1013 a.C.: Deus concede a Salomão a sabedoria.[1]
- 1013 a.C.: Salomão se alia a Hirão, que promete lenha para a construção do templo.[1]
- 1013 a.C.: Eupacmes (Eupales), rei da Assíria.[4]
- 1012 a.C. (Ussher) ou 1015 a.C. (Dufresnoy): Lançadas as fundações do templo.[1][3]

## Nascimentos
- 1016 a.C: Reoboão, filho de Salomão e a amonita Naamá.[1]

## Mortes
- 1015 a.C.: Davi, rei de Israel e Judá, sucedido por seu filho Salomão.[1]
- 1014 a.C.: Adonias, filho de Davi, executado por Salomão por suspeitas de que ambicionava se tornar rei.[1]
- 1014 a.C.: Joabe, assassinado por Benaias, filho de Joiada, que é premiado por Salomão tornando-se capitão, no lugar de Joabe.[1]
- 1011 a.C.: Shimei, executado por Salomão por sair do território a que ele havia sido confinado três anos antes.[1]